# 1644 en littérature
| Années de la littérature : 1641 - 1642 - 1643 - 1644 - 1645 - 1646 - 1647    |
| Décennies de la littérature : 1610 - 1620 - 1630 - 1640 - 1650 - 1660 - 1670 |

Cet article présente les faits marquants de l'année 1644 en littérature.

## Événements
- Mazarin note dans ses carnets le caractère suspect des réunions qui se tiennent dans le salon de Madeleine de Souvré, marquise de Sablé, place Royale[1]. Celle-ci anime, avec son amie la comtesse de Maure, un salon littéraire célèbre, que Blaise Pascal et La Rochefoucauld fréquenteront plus tard assidûment, et dans lequel se développe la mode des maximes et des portraits (fin en 1655).
- La publication à Londres de The Bloudy Tenent of Persecution for Cause of Conscience (en), un pamphlet de Roger Williams, marque le début d'une controverse entre l'auteur et John Cotton sur la tolérance religieuse et la séparation de l’Église et de l’État[2].

## Parutions
- 5 juin : John Milton, Of Education : To Master Samuel Hartlib, Londres, Thomas Underhill, 1644 (présentation en ligne), « De l’éducation », pamphlet où il fait de l'éducation l'apprentissage de la vertu[3].

- 10 juillet : Descartes publie en latin les Principes de la philosophie, ouvrage à caractère philosophique dans lequel, selon ses termes, il cherche à « donner un fondement rigoureux à la philosophie »[4]. Il introduit une classification des sciences et de la philosophie radicalement différente de celle adoptée antérieurement. C'est un événement marquant du IIe millénaire. L'ouvrage est accompagné par la première édition en latin du Discours de la méthode[5].

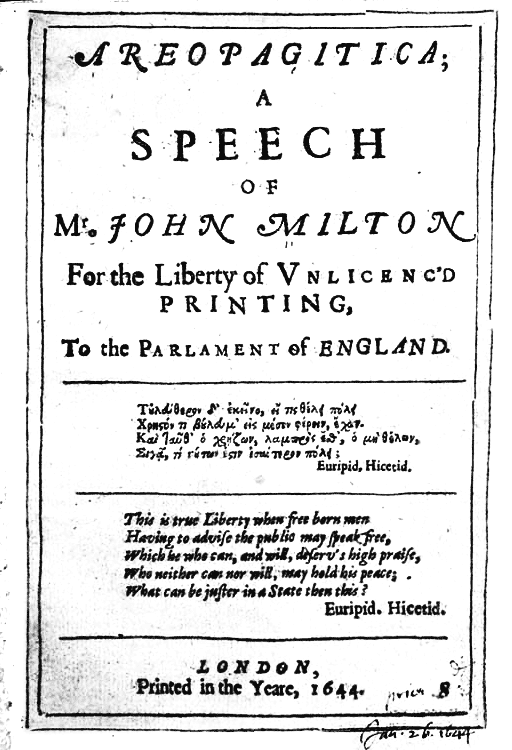
Areopagitica, édition 1644

- 23 novembre : publication de l'Areopagitica, plaidoyer pour la liberté de la presse de John Milton[6].

- John Donne, Biathanatos, Londres, John Dawson, 1644 (présentation en ligne), terme grec qui signifie « tué par violence », ouvrage concernant l'homicide de soi-même, publié à titre posthume .

- Livre des Lumières ou La Conduite des Rois : composé par le sage Pilpay Indien, Paget, Simeon Piget, 1644 (présentation en ligne), traduction en français du Pañchatantra, recueil de contes et fables en sanskrit, par Gilbert Gaulmin.

## Décès
- 21 février : 凌濛初 Ling Mengchu, écrivain chinois, conteur et éditeur de la Dynastie Ming (né en 1580).